# CompuBox
CompuBox — это компьютеризированная система оценки ударов в единоборствах. Система управляется двумя операторами и используется в боксёрских матчах во всём мире.
Система основана на компьютерной программе изначально называвшейся FightStat (Статистика Боёв), разработанной Джоном Гиббсом в 1984 году для компании Sports Information Data Base (Нью Джерси).
Целью CompuBox является урегулирование споров вокруг боёв посредством учёта ударов каждого из бойцов. В результате подсчета зрителям и судьям предоставляется сводная таблица ударов.
Подсчётом управляют два оператора. Каждый оператор следит за одним из бойцов и с помощью четырёх кнопок ведёт учёт пропущенных и проведенных ударов. Удары делятся на два типа:
- Джеб
- Мощный удар (power punch)